# 鹤嘴盖蛛
鹤嘴盖蛛（学名：Neriene macella）为皿蛛科盖蛛属的动物。分布于缅甸、马来半岛以及中国大陆的云南等地。该物种的模式产地在缅甸。